# Jaroslava Obermaierová
Jaroslava Obermaierová (n. 10 aprilie 1946, Praga, Cehoslovacia) este o actriță cehă. Ea a jucat în 1969/1970 în filmul Witchhammer (Vânătoarea de vrăjitoare) regizat de Otakar Vávra, precum și în serialul TV Ulice..

## Biografie
Jaroslava Obermaierová s-a născut în Praga. S-a implicat în balet încă din copilărie. A apărut pe scenă de la vârsta de 10 ani, pe scena Teatrului Național, unde a dansat timp de câțiva ani roluri pentru copii în opere și balete.
După ce a absolvit DAMU, s-a alăturat teatrului din Kladno. După doi ani, a plecat la Teatrul E. F. Burian din Praga, care a fost închis în 1991.
În serialul 30 případů majora Zemana (30 de cazuri ale maiorului Zeman), Obermaierová a portretizat-o și pe Blanka, a doua soție a maiorului Zeman (Vladimír Brabec). Ea o interpretează pe Vilma Nyklova în serialul Ulice din 2005.
Jaroslava Obermaierová este divorțată și are un fiu, Jaroslav, împreună cu fostul ei soț Richardem Čechem.
Înainte de alegerile prezidențiale din ianuarie 2023 din Cehia, ea l-a susținut pe candidatul comunist KSČM Josef Skála. Până la urmă, nu a putut candida din lipsă de semnături.

## Filmografie

### Film
- 1965 Souhvězdí Panny – rolul: Jana
- 1965 7 zabitých – rolul: asistentă medicală Eva
- 1968 Rakev ve snu viděti… – rolul: cântăreața Zuzana Korejsová
- 1969 Kladivo na čarodějnice (Vânătoarea de vrăjitoare) – rolul: Líza Sattlerová[4]
- 1977 Což takhle dát si špenát (Mașina de întinerit) – rolul: Vilma (logodnica lui Vladimír Menšík)
- 1979 Smrt stopařek – rolul: Petra Jarošová

### Televiziune
- 1967 Lucerna (film TV) – rolul: Hanička
- 1970 Vražedný týden (film TV de comedie cu detectivi) – rolul: femeie tânără
- 1970 Úsměvy světa (ciclu TV) - rolul: Glafira, tânăra servitoare
- 1971 Babička (film TV) – rolul: Kristla
- 1971 Klícka (film TV de comedie) – rolul: fiica Alena Jedličková
- 1971 Maryša (producție TV dramatică) - rol principal: Maryša
- 1974 Byl jednou jeden dům (serial TV) – rolul: Růžena Soumarová
- 1975–1979 30 případů majora Zemana (serial TV) – mai multe roluri
- 1978 Stříbrná pila (serial TV) – rolul: Helena Dubiňáková
- 1980 Hlas krve (comedie TV) – rolul: mama Blanka Nováková
- od 2005 Ulice (serial TV) – rolul: Vilma Nyklová[5]
- 2006 Náves (serial TV) – rolul: Mráčková
- 2009 Karambol (Film TV din ciclul Oběti) – rolul: funcționară la Biroului Muncii